# Torre de Arango
La Torre de Arango es un conjunto monumental formado por una torre, un palacio y una capilla situado entre las localidades de Arborio y Las Tablas, a unos cinco kilómetros de la localidad asturiana de Pravia, en España.

## Historia
Se trata de la casa solar de la familia Cuervo de Arango, que tendría origen italiano o romano. Según el Padre Luis Alfonso de Carvallo que cita documentos de la Catedral de Oviedo estudiados por el cronista real Prudencio de Sandoval, en tiempos de Alfonso VII de León y Castilla, un individuo llamado Pelayo Cuervo obtuvo del rey algunos privilegios como premio por los servicios de armas. Se trataría del señorío del valle de Arango y, por tanto, sus sucesores se apellidarían Cuervo de Arango.
En 1444 se celebró en Avilés una Junta General del Principado de Asturias, y a ella consta que acudió Gonzalo Cuervo Arango, señor del valle. Posiblemente la torre proceda de esta época.

## Descripción

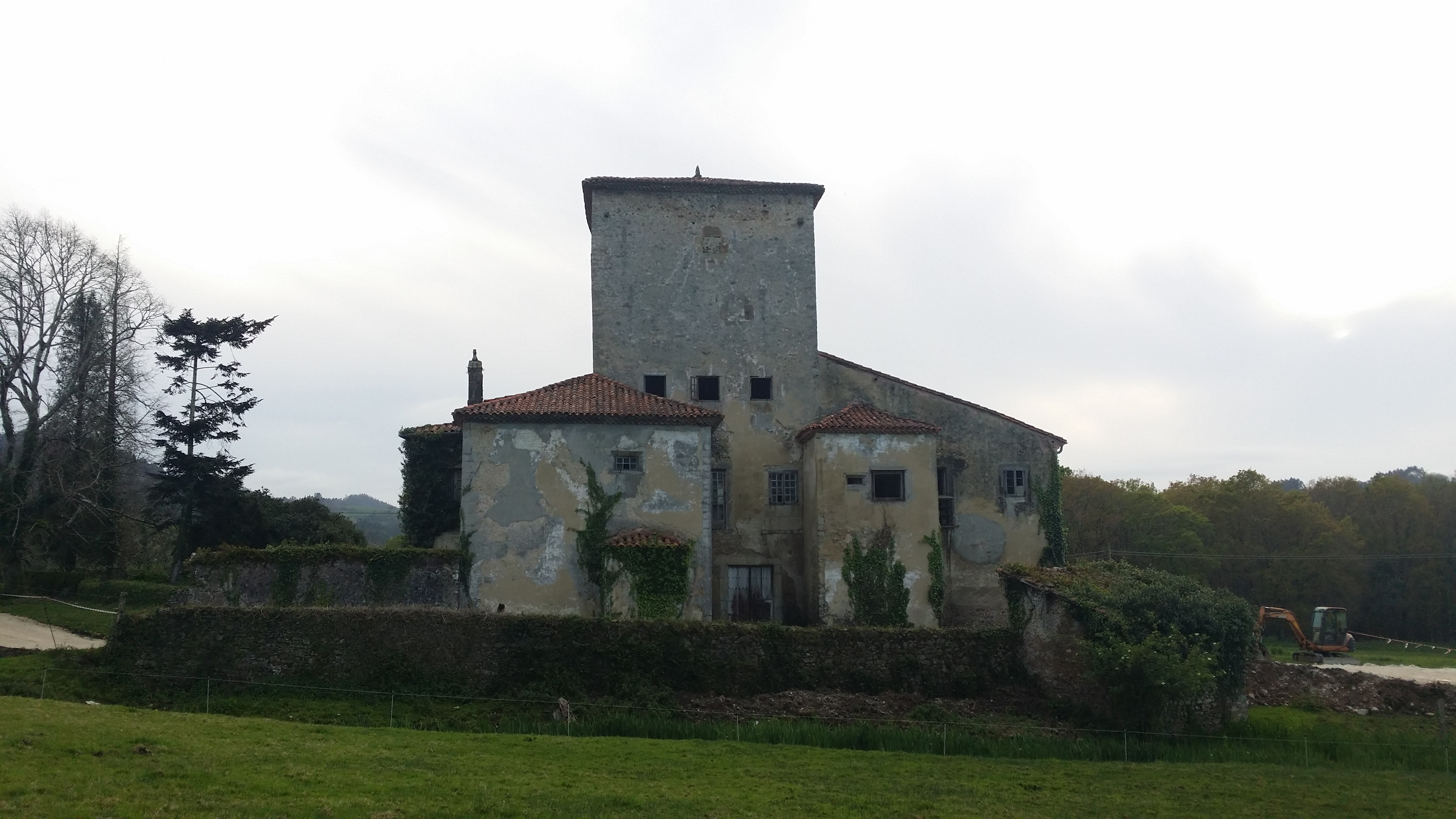
Cara este

La torre, considerada el edificio civil más antiguo de los conservados en el municipio de Pravia, es un bloque de planta cuadrada, cinco pisos y quince metros de altura, construido en mampostería y sin enlucir. Presenta escasos vanos y se observan algunos que han sido cegados; varios llaman la atención por la calidad y color de la piedra y porque presentan arcos de medio punto (dos de la cara norte y uno de la cara oeste, al menos). Otros que permanecen abiertos corresponden a obras posteriores, incluso recientes, dada la factura y color del material.
El tejado es a cuatro vertientes con un alero en tejaroz y una buhardilla de carácter tradicional.
La torre no parece tener un carácter defensivo, ya que carece de elementos como almenas o saeteras (y si las tuvo, fueron suprimidas). Llama la atención su gran altura respecto a su reducida base, en comparación con otras torres de la Baja Edad Media. Se trataría de mostrar el poderío del señor.
El palacio, con planta en U abierta hacia el norte, rodea la torre, integrándola en el ala este. Sus dependencias debieron construirse entre los siglos XVII y XIX.

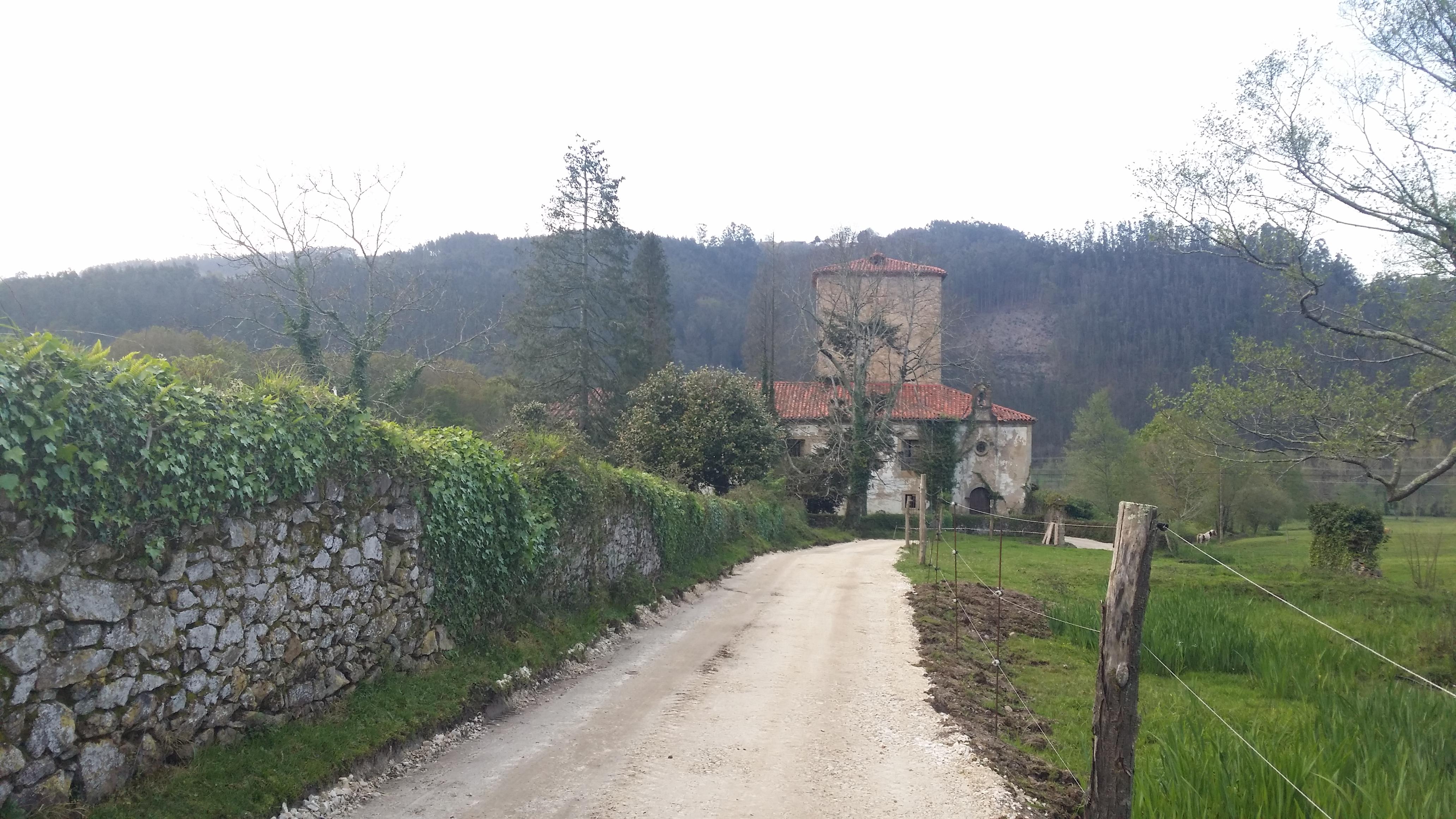
Vista de la Torre de Arango desde el camino de entrada.

La fachada noble es la que se orienta al mediodía, hacia la sierra de Sandamías. Tiene una longitud de 27 metros. Las esquinas son de sillería, y también las jambas y los dinteles de puertas y ventanas; el resto de mampostería enlucida. Los dos pisos ofrecen una distribución simétrica de los vanos, más amplios los siete balcones del piso noble con barandillas de fundición. La puerta, adintelada y amplia, se enmarca con seis ventanas enrejadas.
El patio interior, cerrado por un alto muro en su lado norte, parece que está rodeado en su planta baja por columnas de sección octogonal, mientras el piso alto se cierra con ventanas.

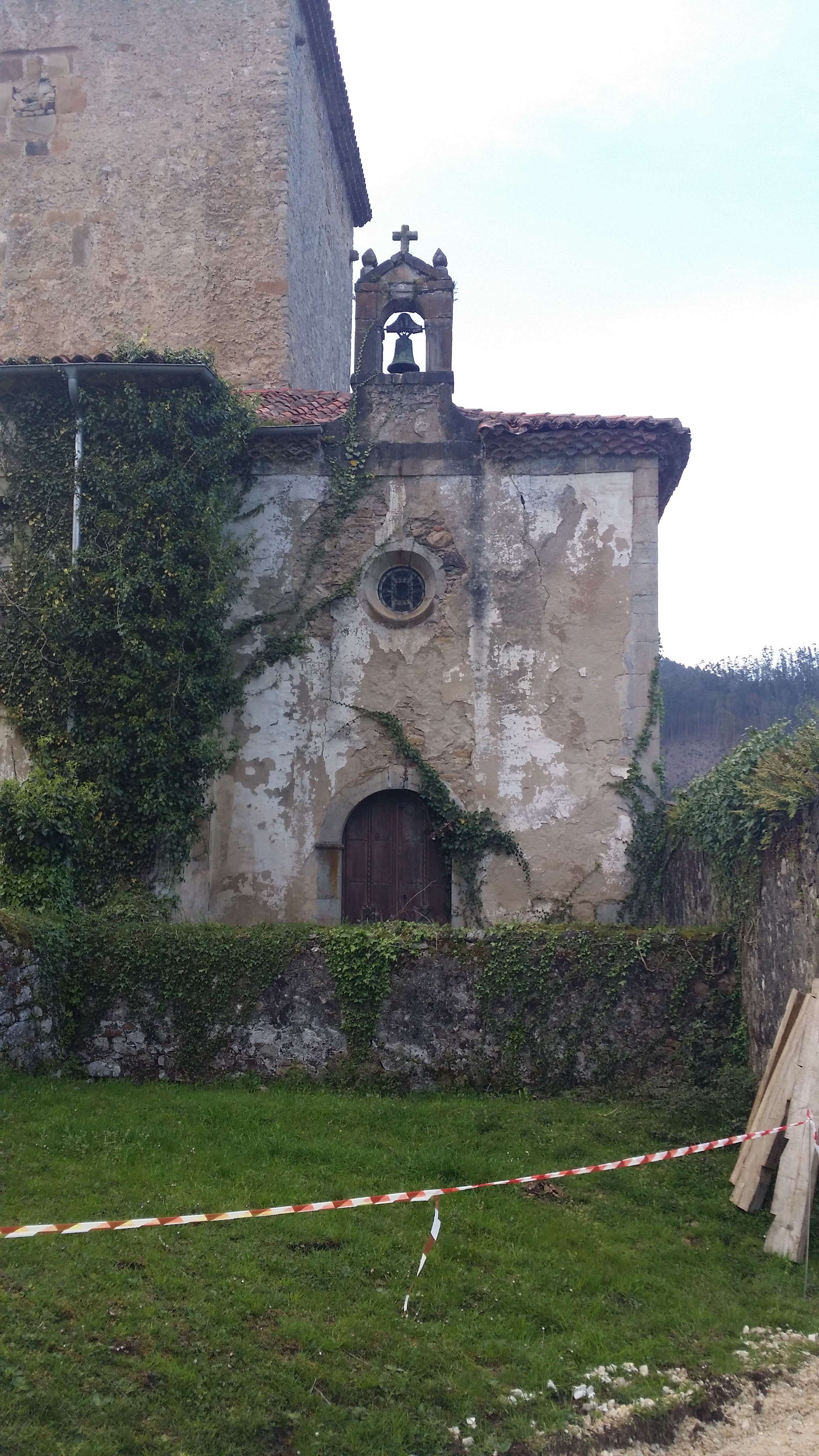
Fachada frontal de la capilla

La capilla del siglo XVIII, dedicada a Santiago Peregrino, se levanta en la esquina sureste, ligeramente retranqueada respecto a la fachada del palacio. Presenta una puerta con arco de medio punto, un óculo central y una espadaña de un hueco.
El palacio y la capilla, como la torre, rematan su tejado con tejaroz, que algunos llaman “alero praviano” por su abundancia en la zona.